# Camilo Villarino
Camilo Villarino Marzo (Zaragoza, 11 de abril de 1964) es un diplomático y jurista español. Desde el 19 de febrero de 2024, es jefe de la Casa de Su Majestad el Rey.

## Biografía
Nacido en Zaragoza el 11 de abril de 1964, se licenció en Derecho por la Universidad de Zaragoza en 1987, cursando posteriormente un Máster en Estudios Europeos en el Colegio de Europa. Tras realizar el máster, ingresó en la Carrera Diplomática en 1989. Asimismo, entre 2007 y 2008 realizó un curso de Alto Nivel sobre Política Europea de Defensa en la Escuela Europea de Seguridad y Defensa.
Uno de sus primeros destinos fue en la Asesoría Jurídica Internacional en el Ministerio de Asuntos Exteriores, ejerciendo como asesor entre 1990 y 1993. Brevemente, en 1993 fue asesor de la Conferencia sobre Seguridad y Cooperación en Europa.
Entre 1994 y 2002 fue destinado en el extranjero, ocupando distintos cargos en las misiones diplomáticas españolas en Croacia y ante la Unión Europea.
De vuelta en España, entre 2002 y 2008 fue subdirector general de Asuntos Institucionales para la Unión Europea en el Ministerio de Asuntos Exteriores, responsable del equipo técnico encargado de las negociaciones de los nuevos Tratados de la Unión Europea.
Entre 2008 y 2013 ocupó el cargo de consejero de Relaciones Transatlánticas y Asuntos de Seguridad y Defensa en la Embajada de España en Estados Unidos y, entre 2013 y 2017, fue jefe adjunto de Misión en la Embajada de España en Marruecos.
En junio de 2017, el entonces ministro de Asuntos Exteriores, el conservador Alfonso Dastis, le nombró jefe de Gabinete, cargo que mantuvo con dos de sus sucesores, los socialistas Josep Borrell y Arancha González Laya. Cesó a mediados de 2021 tras el nombramiento de un nuevo ministro de Exteriores, José Manuel Albares, que optó por nombrar en su lugar al diplomático Diego Martínez Belío.
Antes de su cese, la ministra González Laya le había propuesto como embajador en Rusia, llegando a pedir el plácet del Gobierno ruso pero, su sucesor, el ministro Albares, retiró esta propuesta. Este polémico cambio de opinión no tuvo nada que ver, según el ministro, con el hecho de que Villarino estaba entonces imputado por el llamado «Caso Gali», por dejar entrar de forma irregular al líder del Frente Polisario, Brahim Gali, a España. Según testificó en sede judicial, él gestionó la entrada cumpliendo las órdenes de la ministra González Laya. Finalmente, fue absuelto en marzo de 2022.
Tras esto, se integró en el Servicio Europeo de Acción Exterior y, al poco tiempo, desde finales de 2022, pasó a dirigir el Gabinete del exministro Borrell, por aquel entonces alto representante de la Unión para Asuntos Exteriores y Política de Seguridad.
A finales de enero de 2024 la Casa Real hizo público que Villarino reemplazaría a Jaime Alfonsín como jefe de la Casa de Su Majestad el Rey. Su nombramiento se hizo oficial el 19 de febrero de ese año.
Es oficial en la Reserva Voluntaria del Ejército de Tierra, con el empleo de capitán.

## Vida personal
Villarino está casado con la esquiadora Susana de Funes Casellas, con quien tiene tres hijas: María, Marta e Inés. Residen en el municipio madrileño de Majadahonda.

## Distinciones
- Cruz de Plata de la Orden del Mérito de la Guardia Civil (2015).[4]
- Orden del Mérito Civil (2017).[4]
- Comendador de número de la Orden de Isabel la Católica (2019).[4]
- Medalla al Mérito Militar, con distintivo blanco (2021).[4]
- Medalla del V Centenario de Santa Bárbara.[19]